# Regina Branner
Regina Branner (verheiratete Egger; * 5. September 1931 in Rankweil; † 21. Februar 2017 ebenda) war eine österreichische Kugelstoßerin, Fünfkämpferin und Speerwerferin.
Im Kugelstoßen wurde sie bei den Leichtathletik-Europameisterschaften 1954 in Bern Elfte und bei den Olympischen Spielen 1956 in Melbourne Siebte.
Dreimal wurde sie Österreichische Meisterin im Kugelstoßen (1954–1956), zweimal im Fünfkampf (1954, 1956) und einmal im Speerwurf (1954).

## Persönliche Bestleistungen
- Kugelstoßen: 14,60 m, 30. November 1956, Melbourne (ehemaliger österreichischer Rekord)
- Speerwurf: 43,29 m, 9. Juni 1955, Prag
- Fünfkampf: 4155 Punkte, 23. September 1956, Gisingen (ehemaliger österreichischer Rekord)